# Statens Naturhistoriske Museum
Statens Naturhistoriske Museum er det nationale museum for naturhistorien i Danmark. Museet blev en organisatorisk enhed i 2004 ved sammenlægningen af fire videnskabelige institutioner (Zoologisk Museum, Geologisk Museum, Botanisk Museum og Botanisk Have). Samlingerne på Statens Naturhistoriske Museum tilhører den danske stat og museet har i regi af Museumsloven ansvaret for forvaltningen af samlingerne og den tilknyttede forskning og formidling.
Samlingerne er typisk opgjort til omkring 14 millioner genstande, også i mange nyere publikationer, men dette er baseret på en årti gammel opgørelse. En international opgørelse i 2023, der også involverede forskere fra Statens Naturhistoriske Museum, vurderede tallet til omkring 17 millioner. Det gør den til den største videnskabelige, naturhistoriske samling i Norden og en af de største i verden. Samlingerne er indsamlet gennem 400 år og inkluderer bl.a. skind, skeletter, dyr i sprit, insekter på nål, planter på herbarieark, fossiler, mineraler og meteoritter. Hertil kommer de levende samlinger i Botanisk Have, der omfatter ca. 10.000 forskellige plantearter, såsom orkide, kaktus, kødædende planter og sjældne træarter.
Museets samlinger har rødder tilbage til Museum Wormianum, som blev skabt af lægen Ole Worm i midten af 1600-tallet og bestod hovedsageligt af en omfattende samling naturalier fra hele verden. I dag betragtes Museum Wormianum ikke blot som Danmarks første museum, men som et af verdens første museer. Efter Ole Worms død overgik samlingen til kongen, Frederik III. Han havde få år forinden, som den første danske konge, oprettet et kunstkammer, og Worms samling indgik fra da af i Det Kongelige Kunstkammer. Statens Naturhistoriske Museum har i dag udstillinger på hovedadressen på Øster Voldgade 5-7. Desuden afholder museet foredrag, rundvisninger og events, der har samlingerne, Botanisk Have og forskernes aktuelle forskning som omdrejningspunkt. Museet har en skole- og gymnasietjeneste, der tilbyder undervisning til elever i folkeskolen, SFO, gymnasium, HF og VUC.
Efter planen åbner museet en ny bygning i 2026 i Botanisk Have i København. Den nye museumsbygning er tegnet af Lundgaard & Tranberg Arkitekter og arkitekt Claus Pryds. Økonomien bag projektet bygger på et samarbejde mellem Københavns Universitet, staten og en række private fonde; Villum Fonden, Aage og Johanne Louis-Hansens Fond, Novo Nordisk Fonden, Det Obelske Familie og A. P. Møller og Hustru Chastine Mc-Kinney Møllers Fond til almene Formaal.

## Historie
Statens Naturhistoriske Museum blev stiftet i 2004 i forbindelse med den organisatoriske sammenlægning af Zoologisk Museum, Geologisk Museum, Botanisk Museum og Botanisk Have. I dag findes der tre hovedmuseer i Danmark: Statens Museum for Kunst, Nationalmuseet og Statens Naturhistoriske Museum. Selvom det samlede Statens Naturhistorie Museum er en forholdsvis ny organisation, så kan museets rødder spores tilbage til 1600-tallet. 
Eksempelvis gemmer museets samlinger på genstande fra den første videnskabelige ekspedition til Det Lykkelige Arabien i 1763-1767, hvor naturforskeren Pehr Forsskål indsamlede alt fra koraller, konkylier og fisk til planter og insekter. Ekspeditionens største naturvidenskabelige resultater var Forsskåls beskrivelse af 60 nye planteslægter og 700 nye arter af planter fra Arabien og Ægypten. 
Forsskåls samlinger hører til blandt museets ældste og udgør sammen med genstande fra Ole Worms Naturaliekabinet fra midten af 1600-tallet, genstande fra Det Kongelige Kunstkammer, originalerne til Flora Danica, Christian 4.s Kongsbergsølv og P.W. Lunds samlinger fra Lagoa Santa i Brasilien nogle af de fornemste dele i museets samlinger. De fortæller om naturhistoriens og naturvidenskabens fremkomst i Danmark.

## Samlinger
Museets samlinger omfatter millioner af store og små naturskatte. Genstandene indbefatter sten og mineraler som diamanter, smaragder, rubiner, krystaller og meteoritter, dyr som konserverede sommerfugle, hvepse, giraffer, dinosaurer, urokser og mammutter samt blomsterplanter og alger indsamlet gennem mere end 400 år. Hertil kommer levende eksemplarer af blandt andet kødædende planter, orkideer, kaktus og egetræer, i alt ca. 12.000 plantearter, som findes i Botanisk Have.
De mange genstande er indsamlet over hele verden og udgør størstedelen af Danmarks naturhistoriske kulturarv.[kilde mangler] Samlingerne fra Danmark, Færøerne og Grønland er verdens største[kilde mangler] og belyser naturudviklingen gennem de seneste 3,8 milliarder år og samspillet mellem mennesker og natur gennem de sidste 10.000 år.
Samlingerne danner grundlag for museets forskning, uddannelse og formidling og understøtter desuden en bred vifte af international forskning. [kilde mangler]
Museets samlinger vokser løbende som en konsekvens af, at det er museets opgave at forøge samlingerne på strategisk og systematisk vis. Udbygningen af samlingerne skyldes museets egne indsamlinger i ind- og udland, donationer, bytte samt i meget begrænset omfang køb af genstande.

## Udstillinger
I dag er alle Statens Naturhistoriske Museums udstillinger og publikumsaktiviteter samlet på besøgsadressen Øster Voldgade 5-7 og i Botanisk Have. Zoologisk Museum på Østerbro lukkede i oktober 2022 som en del af forberedelserne til en ny museumsbygning i Botanisk Have, der forventes at åbne for publikum i 2025. Når den nye bygning åbner i 2025, flyttes en del af samlinger, samt al forskning fra det tidligere Zoologisk Museum, ind i Botanisk Have.

## Forskning
Museets forskning har som overordnet tema beskrivelsen og udforskningen af ”altings oprindelse og udvikling” og beskrivelsen af den biologiske og geologiske mangfoldighed omkring os. Forskningen, der udføres, er primært samlingsbaseret grundforskning, som øger forståelsen for sammenhænge mellem jorden og solsystemets opståen og udvikling, den levende naturs opståen og udvikling, samt samspillet mellem natur og menneske. 

## Uddannelse
Hvert år deltager op til 3.000 skole- og gymnasieelever i museets undervisningstilbud,[kilde mangler] både på museet og via online-undervisningsplatforme. Et stigende antal folkeskolelærere følger desuden kursusforløb på museet med henblik på at få inspiration og forbedre deres undervisning inden for naturvidenskab.[kilde mangler]
Endelig uddanner museet i samarbejde med de øvrige institutter på Københavns Universitet Danmarks nye biologer og geologer, og udbyder kurser på både bachelor, kandidat og PhD-niveau. 

## Direktører
- 1. juli 2024 - 30. november 2024 Nina Rønsted (en) (konstitueret)
- 2015 - 30. juni 2024 Peter C. Kjærgaard
- 2007-2014 Morten Meldgaard
- 2004-2007 Henrik Enghoff